# Un passo dal cielo
Un passo dal cielo (trad.: Um passo do céu) é uma série de televisão italiana produzida e exibida pelo canal Rai 1 desde 10 de abril de 2011.

## Elenco
- Terence Hill como top inspector da guarda-florestal Pietro Thiene (temp. 1-3)
- Daniele Liotti como novo comandante da guarda-florestal Francesco Neri (temp. 4)
- Francesco Salvi como Felicino "Roccia" Scotton
- Enrico Ianniello como Vincenzo Nappi
- Gianmarco Pozzoli como Huber Fabricetti
- Claudia Gaffuri como Chiara Scotton (temp. 1-3)
- Gabriele Rossi como Giorgio Gualtieri (temp. 1-3)
- Katia Ricciarelli como Assunta Scotton (temp. 1-3)
- Valentina D'Agostino como Marcella (temp. 1)
- Gaia Bermani Amaral como Silvia Bussolati (temp. 1-2)
- Bettina Giovannini como Claudia Gualtieri (temp. 1)
- Mauro Pirovano como prefeito
- Sandro Trigolo como secretário
- Magdalena Grochowska como Emma Voronina (temp. 2)
- Raniero Monaco di Lapio como Tobias (temp. 2)
- Miriam Leone como Astrid (temp. 2)
- Eleonora Sergio como Antonella Fabricetti
- Silvie Stimpfl como filha de Huber (temp. 2-4)
- Alice Bellagamba como Miriam (temp. 2)
- Alan Cappelli Goetz como Marco (temp. 2)
- Caterina Shulha como Natasha (temp. 3-4)
- Tommaso Ramenghi como Tommaso Belli (temp. 3-4)
- Rocio Munoz Morales como Eva Fernandez (temp. 3-4)
- Giusy Buscemi como Manuela Nappi (temp. 3)
- Giovanni Scifoni como Karl Reuter (temp. 3)
- Fabio Fulco como Federico Ruffo (temp. 3)
- Daniel Vivian como Nikolaj Yelisev (temp. 2)
- Pilar Fogliati como etólogo Emma Giorgi (temp. 4)
- Cristina Marino como Anna Hofer (temp. 4)
- Alice Torriani como Cristina Fabricetti (temp. 4)
- Francesca Piroi como Zoe Sartori (temp. 4)
- Pierangelo Menci como Martino Bechis (temp. 4)
- Daniela Virgilio como esposa do Francesco Neri, Livia Neri (temp. 4)
- Matteo Martari como Albert Kroess (temp. 4)
- Fedez como se (temp. 4)

## Episódios

### Primeira temporada
1. Lo spirito del lupo
2. Il fantasma del mulino
3. Il giorno del santo
4. La prova del fuoco
5. Il capriolo avvelenato
6. Caccia al tesoro
7. Salvato dalle acque
8. Un salto nel vuoto
9. Il mostro del lago
10. L'ape regina
11. Il volo dell'aquila
12. La lacrima del gigante

### Segunda temporada
1. Facili prede
2. Il richiamo del sangue
3. Il seme della gelosia
4. L'istinto dell'uomo
5. Tra le nuvole
6. La leggenda del pescatore
7. Falsa partenza
8. Fuori dal mondo
9. La nuova via
10. Musica silenziosa
11. L'ombra del diavolo
12. Vite sospese
13. La fuga
14. Io ti salverò

### Terceira temporada
1. Il figlio delle stelle
2. Amici per la pelle
3. Il migliore
4. Il predatore
5. Il giusto riposo degli alberi
6. Caccia all'uomo
7. Sepolta viva
8. Il sentiero della verità
9. Il veleno dell'uomo
10. La scomparsa di Pietro
11. Il toro
12. Oltre il buio
13. Soldi sporchi
14. Aliloke
15. Il castello di Monguelfo
16. Richiami lontani
17. La leggenda vivente
18. La vera madre

### Quarta temporada
1. La maschera del diavolo
2. Il sentiero verso casa
3. Sfida verticale
4. L'accusa
5. La trappola
6. Il sacro fuoco
7. Spiriti liberi
8. Oltre l'infinito
9. La ragazza del lago
10. La bella addormentata
11. Preda innocente
12. L'uomo dei lupi
13. Radici
14. Legami di sangue
15. Il morso del dolore
16. La scelta
17. Ferita mortale
18. Il volto del demone